# Scopula kawabei
Scopula kawabei är en fjärilsart som beskrevs av Inoue 1982. Scopula kawabei ingår i släktet Scopula och familjen mätare. Inga underarter finns listade.